# Tasmanie
La Tasmanie (en anglais : Tasmania /tæzˈmeɪniə/ (TAS en abrégé), en palawa kani : Lutruwita) est un État australien situé à 199 km de la côte sud-est de l'Australie continentale, dont il est séparé par le détroit de Bass. L'État de Tasmanie comprend l'île de Tasmanie et 334 autres petites îles. L'île s'étend sur 364 km du nord au sud et 306 km d'ouest en est. Sa superficie est de 68 401 km2. L'État comptait 539 590 habitants en 2020 dont la moitié résidait dans la région du Grand Hobart, c'est-à-dire les villes de Hobart (capitale et ville la plus peuplée), Glenorchy et Clarence. Les autres foyers de population sont Launceston, Devonport et Burnie. L'Île Macquarie, qui relève du Conseil de la vallée Huon, est aussi sous administration de l'État.
La Tasmanie fut baptisée « État naturel » (Natural State) et « Île de l'Inspiration » (Island of Inspiration) en référence à son environnement naturel riche et préservé. Plus d'un tiers du territoire de la Tasmanie est d'ailleurs classé en réserves naturelles, parcs nationaux et sites du patrimoine mondial de l'UNESCO.

## Toponymie
L'État est nommé d'après l'explorateur néerlandais Abel Tasman, qui fut le premier Européen à apercevoir l'île le 24 novembre 1642. Il la nomma la Anthony van Diemensland d'après son mécène Antonio van Diemen, le gouverneur des Indes orientales néerlandaises. Le nom fut plus tard raccourci en Terre de Van Diemen par les Britanniques. Elle fut finalement renommée en l'honneur de son premier découvreur européen, le 1er janvier 1856.
Le nom aborigène de l'île est Trowunna, Trowenna ou Loetrouwitter (variante orthographique : Lutruwita).
De nos jours, le nom Trowunna et ses variations sont couramment utilisés comme noms de l'île.

## Histoire

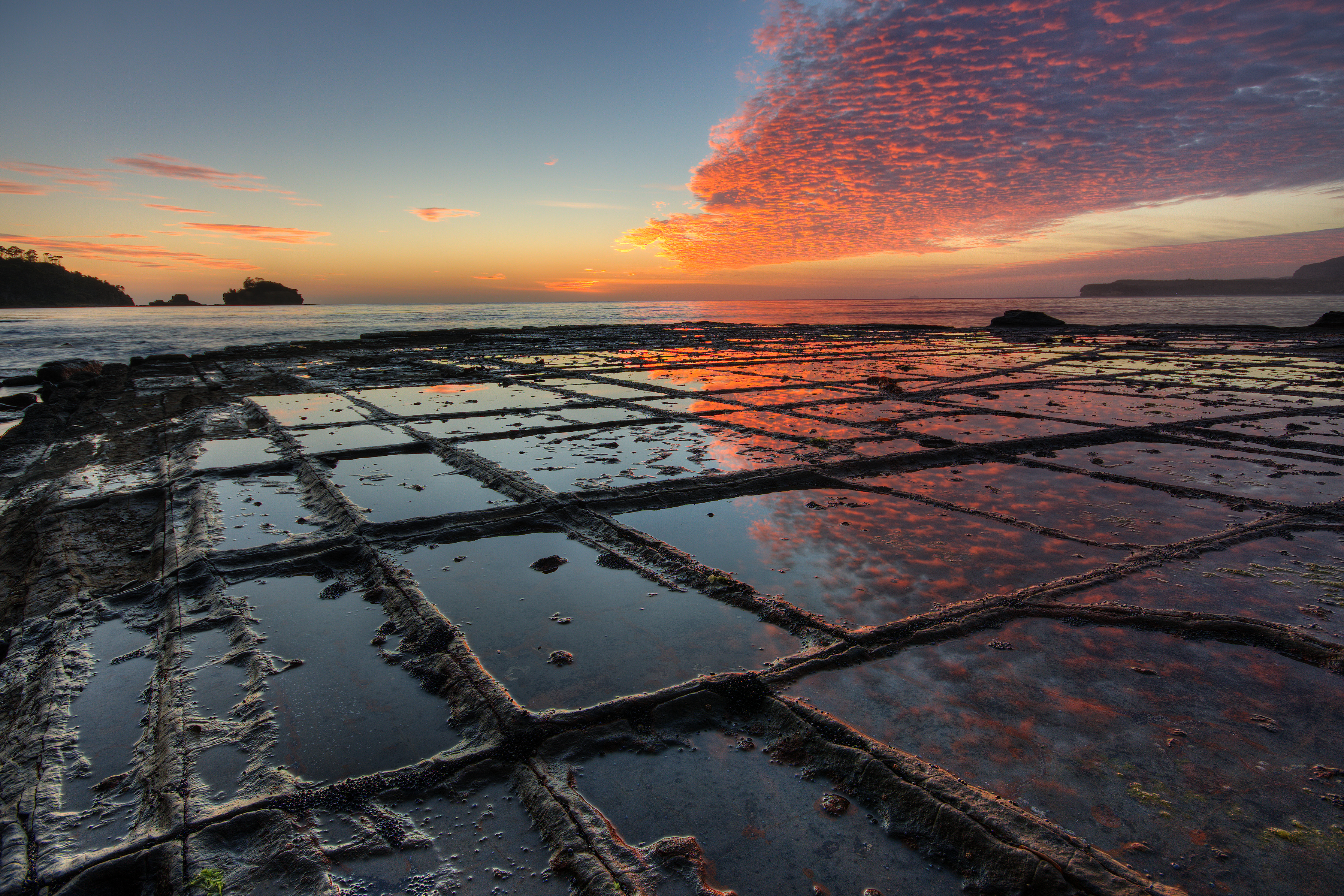
Tessellated Pavement, une formation rocheuse rare sur la péninsule tasmane.

### Histoire physique
Lors de la dernière glaciation, l'île aurait été rattachée au continent. La remontée des eaux qui s'est produite voilà 10 000 ans l'en aurait à nouveau séparée.

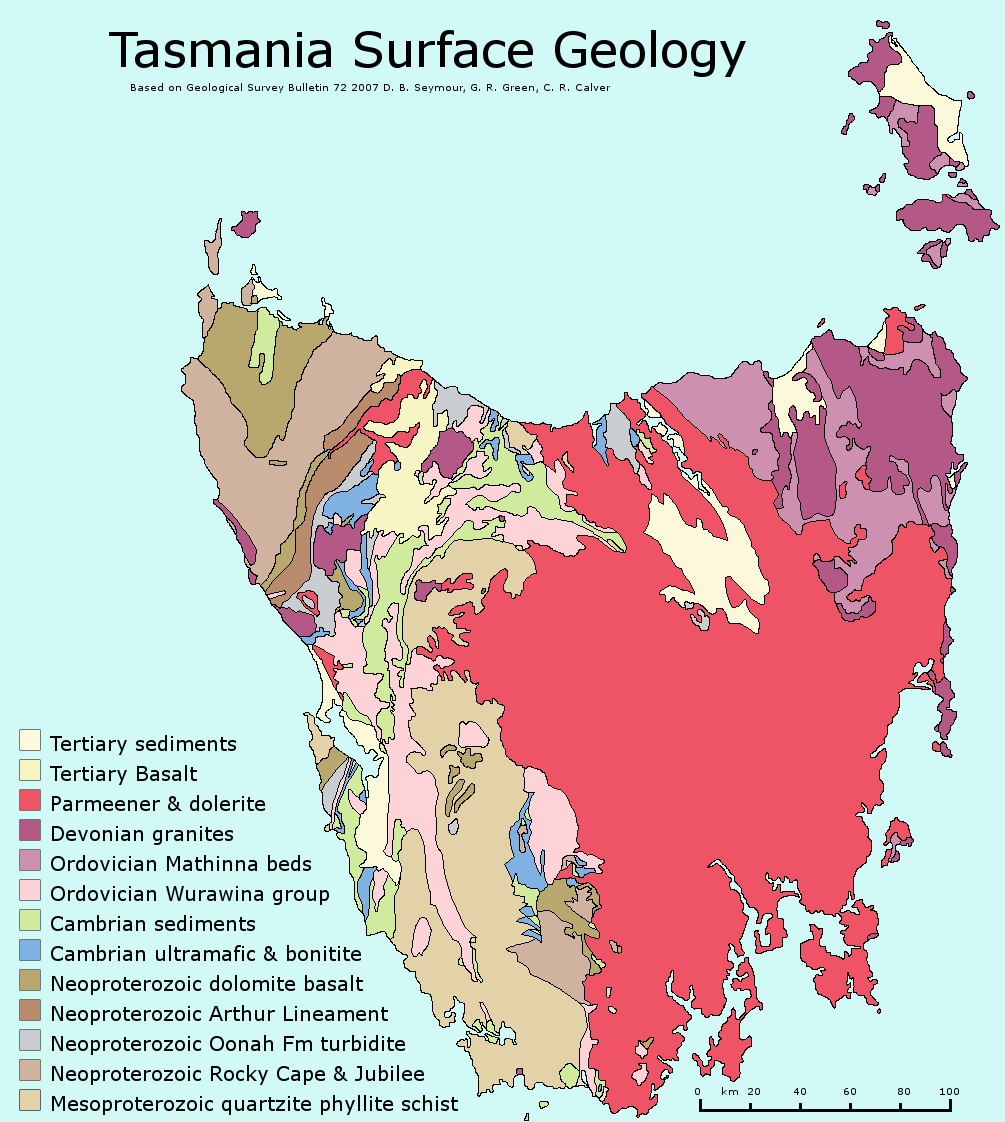
Carte géologique de la Tasmanie.

La majeure partie de l'île est composée de la remontée, au Jurassique, de dolérite à travers d'autres roches. La Tasmanie est la région contenant le plus de dolérite sur Terre, avec un certain nombre de montagnes et de falaises formées de ce type de roche. Le plateau central et le sud-est de l'île sont constitués de dolérite. Le mont Wellington au-dessus de Hobart en est ainsi un bon exemple. Au sud-ouest, le quartzite précambrien s'est formé à partir d'anciens dépôts de sédiments marins et forme des arêtes, telles que le pic de la Fédération ou le Frenchman's Cap. Au nord-est et à l'est se trouve du granite continental, comme à Freycinet, granite similaire au granite côtier du continent australien. Au nord-ouest et à l'ouest, on trouve des roches volcaniques au mont Read près de Rosebery, ou au mont Lyell près de Queenstown. Du calcaire est présent au sud et au nord-ouest du pays.
Les régions de quartzite et de dolérite en haute montagne montrent des traces de glaciations, et la majeure partie des anciens sols glaciaires d'Australie se trouvent sur le plateau central et au sud-ouest de la Tasmanie. Le mont Cradle, un autre pic en dolérite, par exemple, était un nunatak.

### Peuplement des Aborigènes de Tasmanie

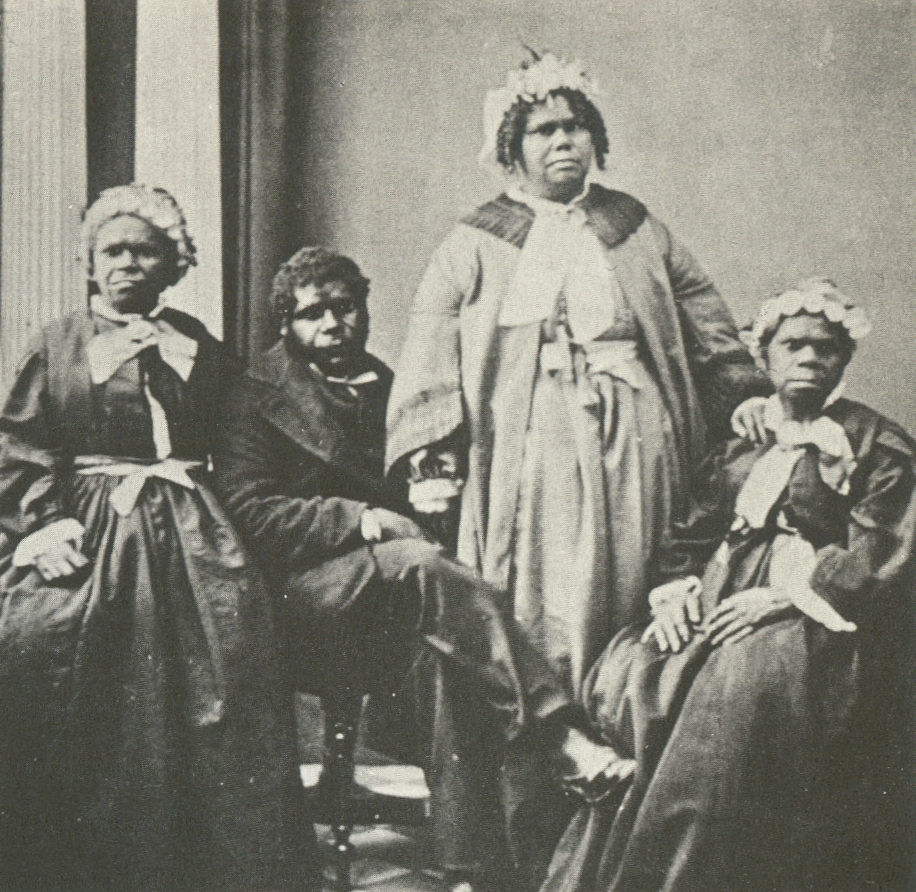
Une photo des quatre derniers Aborigènes de Tasmanie prise dans les années 1860. Truganini est assise sur la droite.

Les premiers habitants de Tasmanie étaient les Aborigènes de Tasmanie dont la présence est attestée depuis environ 35 000 ans dans la région qui deviendra plus tard une île.
Les Aborigènes de Tasmanie étaient divisés en neuf groupes ethniques. Lors de la colonisation britannique en 1803, la population indigène était estimée entre 5 000 et 10 000 personnes. Du fait de la Guerre noire (Black War), des persécutions et de l'introduction de maladies infectieuses contre lesquelles elle n'était pas immunisée, la population a chuté à 300 en 1833. Presque toute la population indigène a été déplacée sur les îles Flinders par George Augustus Robinson.
De même qu'en Australie et dans les îles Fidji, des razzias furent notamment pratiquées en Tasmanie par les administrateurs anglais jusqu'aux confins du désert poursuivant les aborigènes par des patrouilles destinées à détruire toute trace d'autochtones.
Une femme, appelée Truganini (1812-1876), est généralement considérée comme la dernière Aborigène de Tasmanie non-métissée.  Certains indices laissent supposer que la dernière survivante fut une autre femme, Fanny Cochrane Smith, qui était née à Wybalena et qui est morte en 1905.

### Arrivée européenne

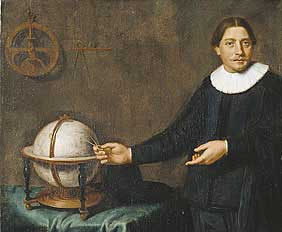
Abel Tasman.

Le premier Européen à apercevoir l'île fut le Néerlandais Abel Tasman le 24 novembre 1642. En 1772, une expédition française dirigée par Marc Joseph Marion du Fresne débarqua sur l’île. Elle fut également en partie explorée par les Anglais Furneaux et Cook en 1773 et 1777, puis par le Français d'Entrecasteaux en 1792 et 1793. En 1798, avec George Bass, le navigateur Matthew Flinders fit le tour de la Tasmanie prouvant ainsi qu'il s'agissait bien d'une île. Le passage entre continent et Tasmanie fut appelé détroit de Bass alors que la plus grande des îles de l'archipel Furneaux fut appelée Île Flinders.
La première colonie fut établie par les Britanniques à Risdon Cove sur la rive est de l'estuaire de la Derwent River en 1803, par un petit groupe venant de Sydney, sous les ordres du lieutenant John Bowen afin d'empêcher les Français conduits par Baudin de réclamer l'île. Une colonie alternative fut établie par le capitaine David Collins 5 km au sud en 1804 à Sullivan's Cove sur le côté ouest de la Derwent, où l'eau potable était plus abondante. Ce dernier établissement devint connu sous le nom de Hobart Town ou Hobarton, raccourci ensuite en Hobart, d'après le nom du secrétaire colonial britannique de l'époque, Lord Hobart. L'établissement de Risdon fut plus tard abandonné. En 1802, Nicolas Baudin fit une étude d'un mois sur la faune de la Derwent.
Les premiers colons étaient principalement des condamnés et leurs gardiens, dont la tâche était de développer l'agriculture et les autres industries. D'autres bagnes furent établis sur la Terre de Van Diemen, dont celui de Port Arthur au sud-est et Macquarie Harbour sur la côte ouest.
De 1803 à 1833, le nombre d'Aborigènes est passé de plus de 5 000 à moins de 300. Quarante-trois ans plus tard, c'est l'intégralité de la population indigène qui est anéantie, exterminée par les colons britanniques, l'alcool et la syphilis.
La Terre de Van Diemen devient une colonie séparée de la Nouvelle-Galles du Sud, avec son propre système judiciaire et son Conseil législatif, le 3 décembre 1825.
En 1836, Charles Darwin visite Hobart. En 1853, les derniers bagnards anglais arrivent sur la Terre de Van Diemen. Et en 1856, la Terre de Van Diemen change de nom et devient la Tasmanie pour faire oublier ses bagnards.

### Histoire contemporaine
En 1901, la fédération australienne est créée.
La Tasmanie fut gravement touchée par les incendies lors desquels beaucoup de décès et de pertes matérielles furent à déplorer.
Dans les années 1970, le gouvernement de l'État annonça un projet de construction de barrage qui allait inonder la région entourant le lac Pedder.
En 1975, le désastre du Tasman Bridge eut lieu lorsqu'un bateau (en fait un laker appelé MV Lake Illawarra) remontant la rivière Derwent heurta un pylône causant l'effondrement d'une partie du pont ce qui coupa la ville de Hobart en deux.
L'attention nationale et internationale fut portée, dans les années 1980, sur une campagne contre le projet de barrage du Franklin Dam qui contribua à la naissance du mouvement écologique.
Le 28 avril 1996 lors de la fusillade connue sous le nom de massacre de Port Arthur, Martin Bryant, un homme armé et seul, tira et tua 35 personnes (des touristes et des résidents) et en blessa 21 autres. L'utilisation des armes à feu fut immédiatement revue et une nouvelle loi sur leur possession fut votée au niveau fédéral.
En 2000, la reine Élisabeth II a de nouveau visité l'État de Tasmanie. 
L'entreprise Gunns a pris de l'importance en tant que grande entreprise forestière au cours de la décennie 2000, avant de s'effondrer en 2013.
En 2004, en étant en fonction, le premier ministre Jim Bacon est décédé d'un cancer du poumon. 
En avril 2006, l'effondrement d'une mine fut provoqué par un séisme de faible intensité près de Beaconsfield. Une personne fut tuée et deux autres restèrent enfermées sous terre durant quatorze jours.
En janvier 2011, le philanthrope David Walsh a ouvert le Museum of Old and New Art (MONA) à Hobart avec une renommée internationale. En 12 mois, le MONA est devenue la principale attraction touristique de Tasmanie.
En 2019, une quarantaine d’incendies ont détruit près de 190 000 hectares de forêts et de terres agricoles.

## Géographie

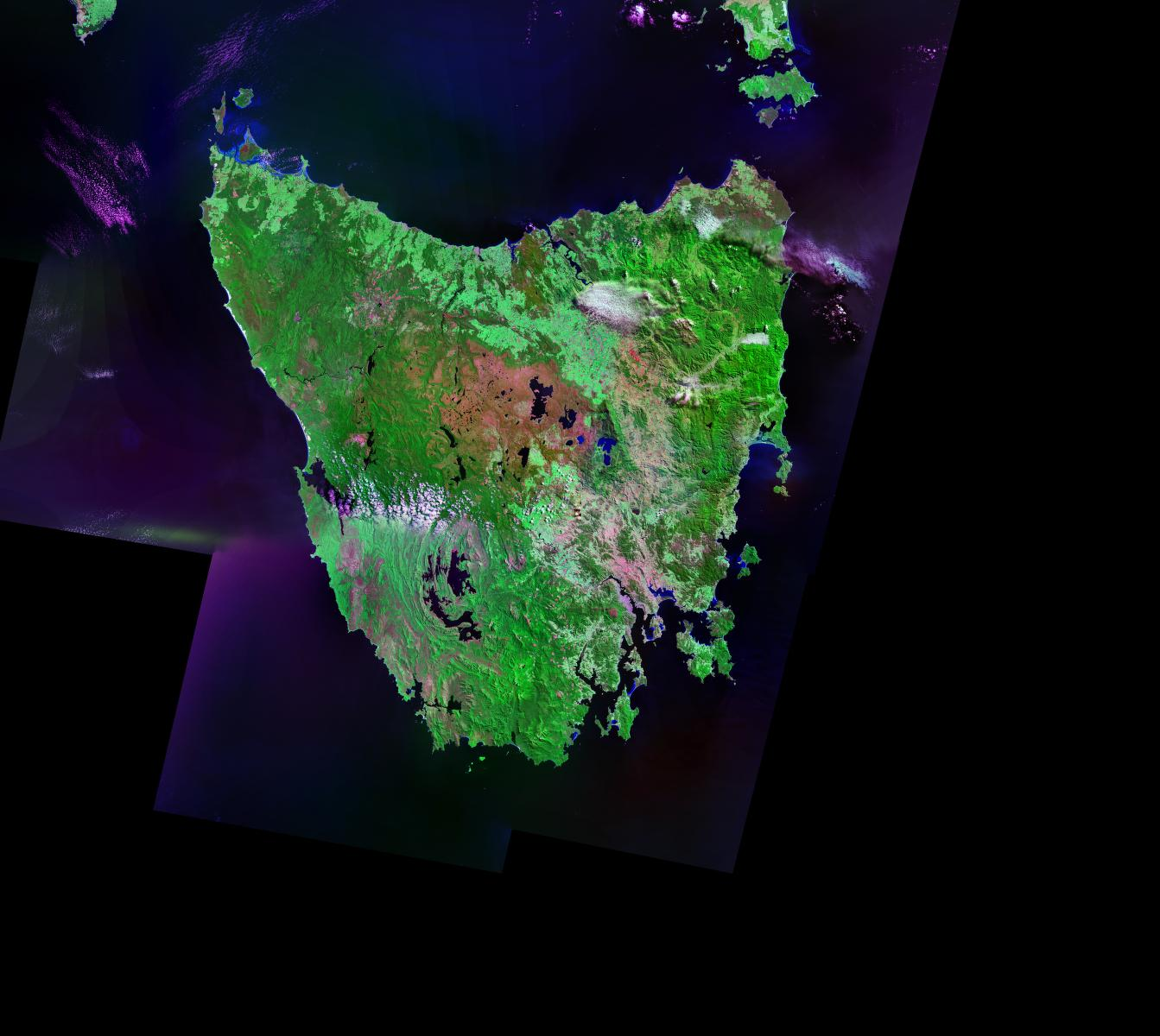
La Tasmanie vue de l'espace.

La superficie de l'État de Tasmanie est de 68 401 km2 dont 64 519 km2 pour l'île principale. L'île principale se trouve à 42° S, 147° E, sur le passage des « quarantièmes rugissants ». L'île est entourée par la Grande Baie australienne (à l'ouest et au sud-ouest), par l'océan Indien (au sud, entre le South West Cape et le South East Cape) et  par la mer de Tasman (à l'est et au sud-est). Au nord, la Tasmanie est séparée de la partie continentale de l'Australie par le détroit de Bass.

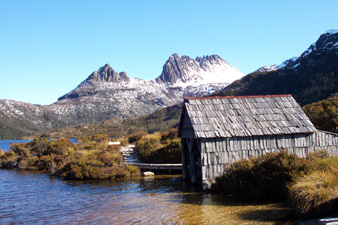
Le lac Dove et le mont Cradle, Massif central de Tasmanie.
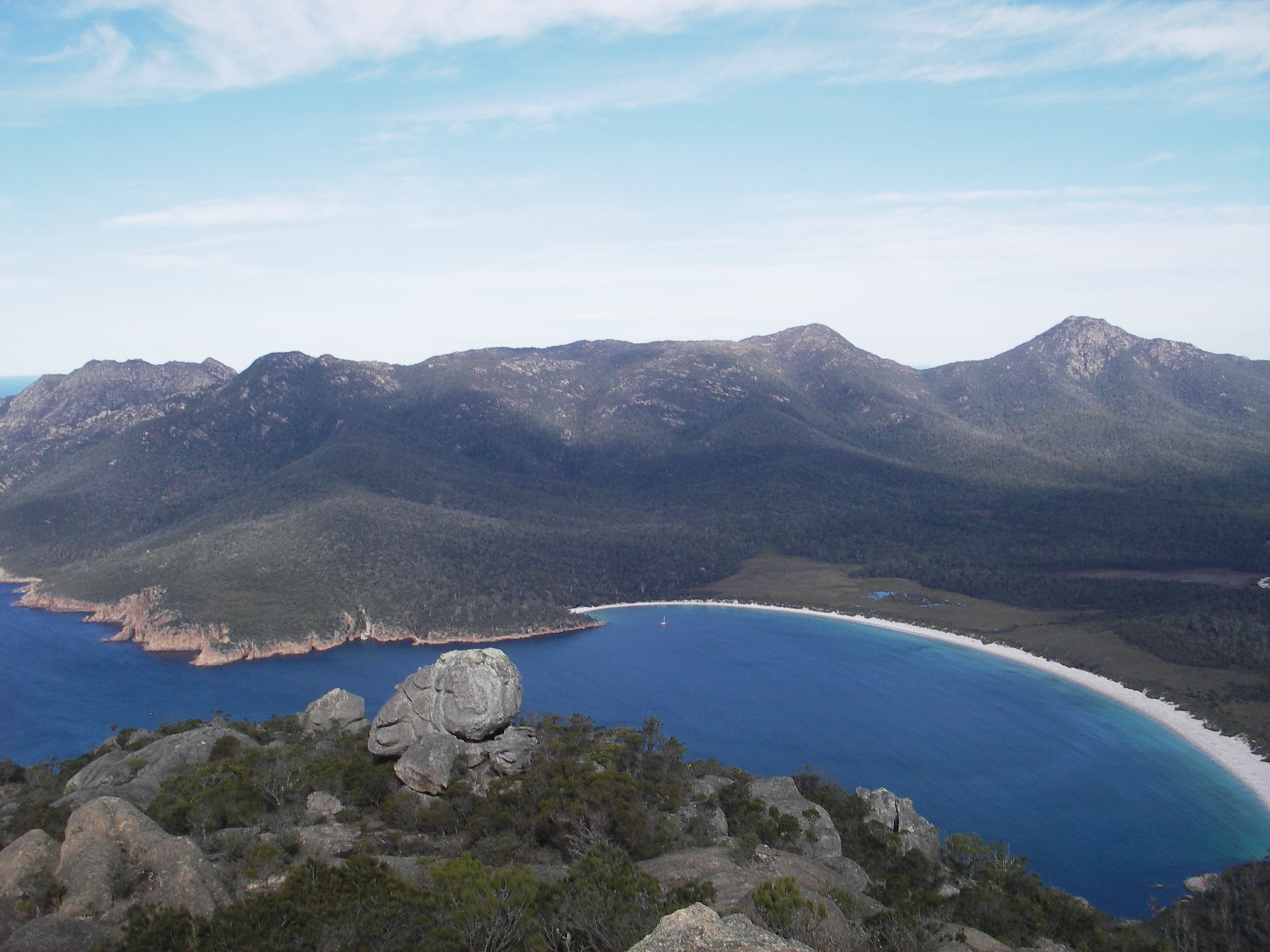
Baie Wineglass (côte Est).
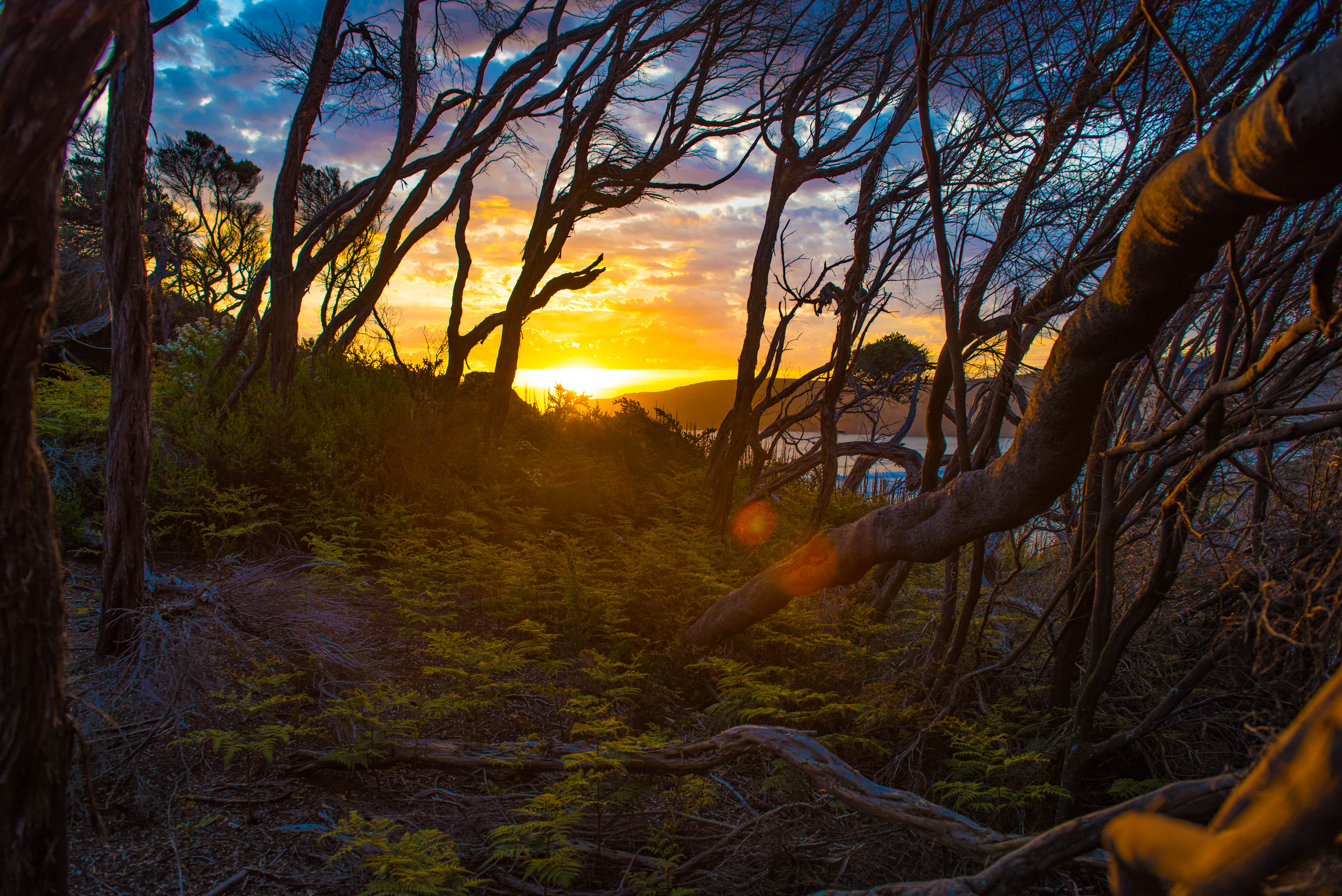
Soleil couchant sur Granite Beach en Tasmanie. Novembre 2017.
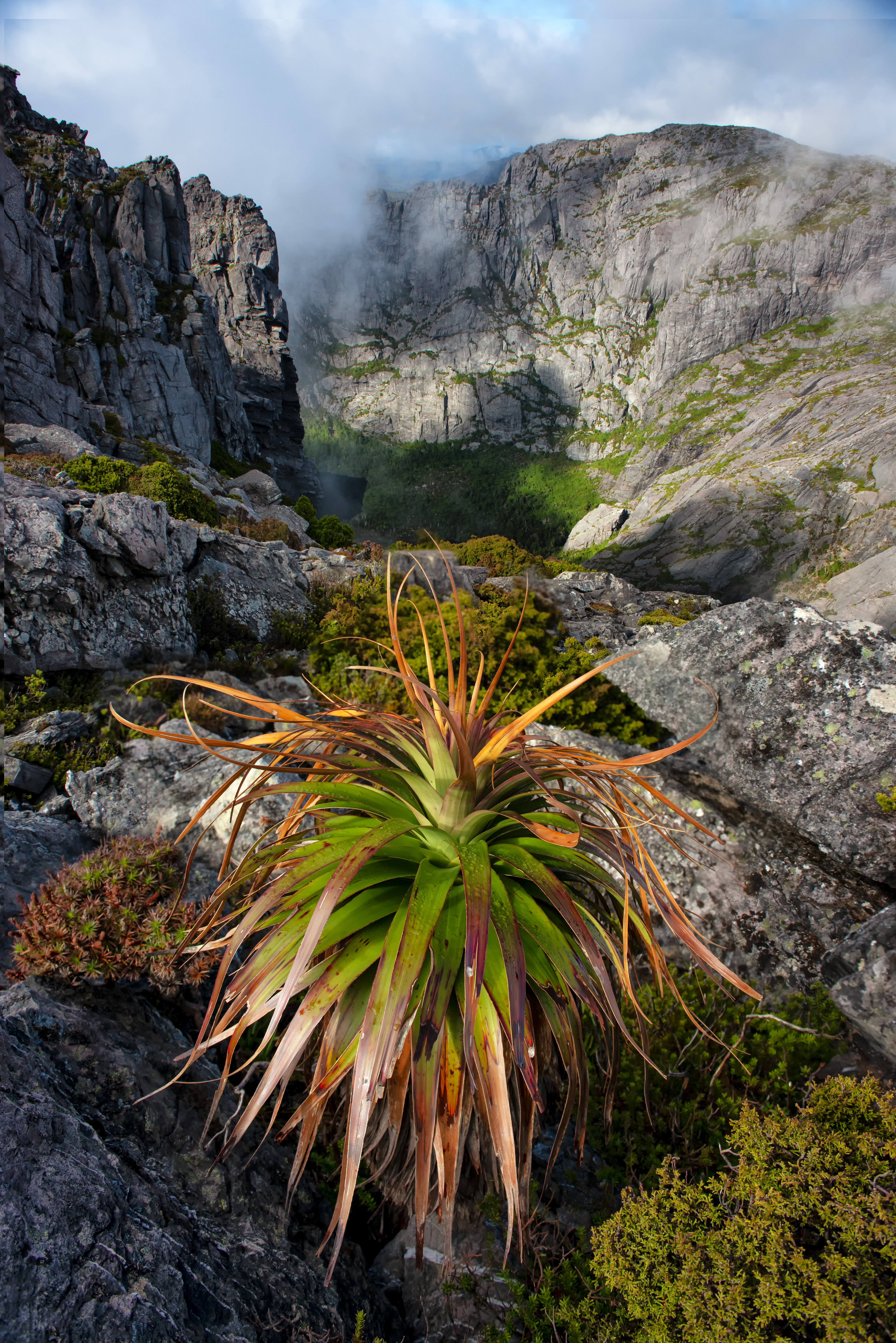
Richea pandanifolia dans les Mount Murchison (Tasmania) (en) en Tasmanie. Novembre 2019.

Au sud-est de la Tasmanie, les côtes sont découpées. Le relief est montagneux, modelé par les glaciers et très accidenté ; la région la plus montagneuse est celle des Massifs Centraux, qui couvre le centre-ouest de l'État. Les Midlands qui se trouvent au centre Est, sont assez plats et sont principalement utilisés pour l'agriculture, bien que celle-ci soit dispersée sur tout l'État. La plus haute montagne de Tasmanie est le mont Ossa avec ses 1 614 mètres. Elle se trouve au cœur du parc national de Cradle Mountain-Lake St Clair.
La majeure partie de la Tasmanie est densément boisée, avec le parc national Southwest et les régions environnantes qui possèdent l'une des dernières forêts tempérées humides de l'hémisphère sud.
Le Tarkine, situé au nord-ouest, est la plus grande forêt humide tempérée d'Australie et une des plus étendues au monde couvrant environ 3 800 km2.
Avec sa topographie accidentée, la Tasmanie a un grand nombre de rivières, qui sont presque toutes coupées par des barrages pour fournir de l'électricité pour les besoins de l'État. La plupart des rivières prennent leur source dans le Massif central et s'écoulent vers les côtes. Les estuaires de Tasmanie (portant souvent le nom de « rivière ») sont des lieux de regroupement de population. La Derwent River s'écoule vers le sud-est et atteint la côte à Hobart, la Tamar s'écoule vers le nord à partir de Launceston, la Mersey River s'écoule vers le nord et le nord-ouest à Devonport et les rivières Franklin et Gordon s'écoulent vers l'ouest et arrivent sur la côte à Strahan. La South Esk River est le plus long cours d'eau de Tasmanie. Elle prend sa source dans les montagnes près de Fingal et traverse Avoca, Evandale, Longford, Hadspen et finalement Launceston avant de rejoindre la North Esk River pour former la Tamar. Le cours de la rivière est barré par le Trevallyn Dam près de Launceston, barrage qui sert à fournir de l'électricité à la ville. Bien que la majeure partie de l'eau stockée dans le lac Trevallyn soit utilisée par la centrale, l'excédent s'écoule dans la Cataract Gorge avant de rejoindre aussi la Tamar.

### Lieux notables en Tasmanie

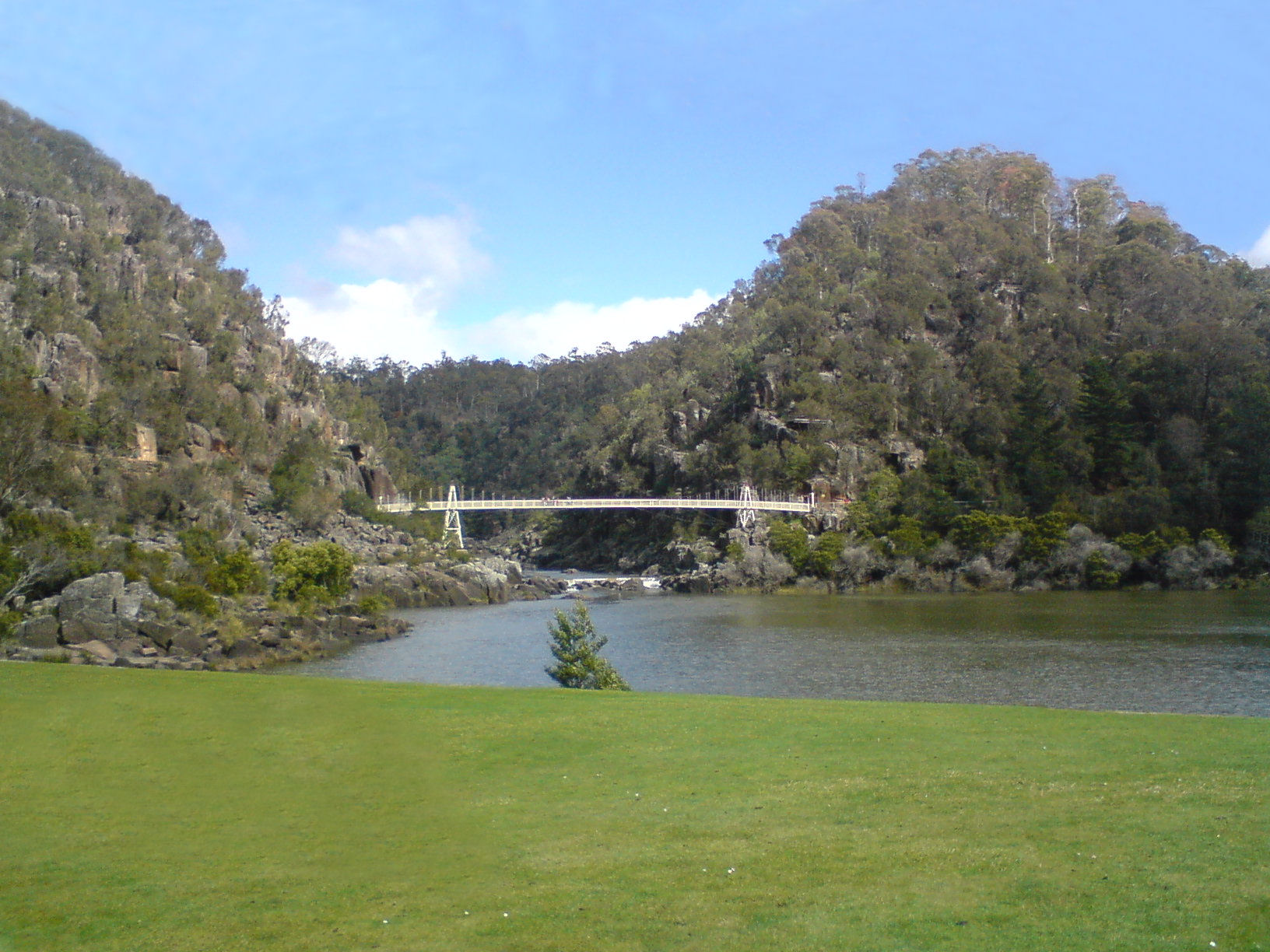
Cataract Gorge, Launceston.

Îles :
- Boundary Islet
- Île Bruny
- Île du Cap Barren
- Île Flinders
- Île Hogan
- Archipel Kent
- Île King
- Île Maatsuyker
- Île Round
- Île Schouten
- Île Maria
- Île Macquarie

Lacs :
- Lac Dove
- Great Lake
- Lac Gordon
- Lac Pedder
- Lac St Clair
- Lac Burbury
- Lac Margaret

Ponts importants :
- Bowen Bridge
- Batman Bridge
- Bridgewater Bridge
- Ross Bridge
- Richmond Bridge
- Sorell Causeway
- Tasman Bridge

Plages :
- Baker Beach
- Bellerive Beach
- Binalong Bay
- Boat Harbour
- Bay of Fires (Binalong Bay Beach)
- Coles Bay
- Howrah Beach
- Ocean Beach
- Sisters Beach
- Wine Glass Bay

Routes principales :
- Arthur Highway
- Bass Highway
- Brooker Highway
- East Tamar Highway
- Esk Highway
- Huon Highway
- Lake Highway
- Lyell Highway
- Midland Highway
- Murchison Highway
- Tasman Highway
- West Tamar Highway
- Zeehan Highway

Fleuves :
- Arthur River
- Derwent River
- Franklin River
- Gordon River
- Henty River
- Huon (fleuve)
- King River
- Leven River
- Meander River
- Mersey River
- North Esk River
- Pieman River
- Picton River
- Queen River
- Savage River
- South Esk River
- Styx River
- Tamar River

Montagnes :
- Ben Lomond
- Mont Cradle
- Pic de la Fédération
- Mount Field
- Frenchmans Cap
- Great Western Tiers
- Mount Ossa
- Kunanyi/Mont Wellington
- West Coast Range

Régions :
- Vallée Huon
- Central Highlands
- Vallée Derwent
- East Coast
- Péninsule Freycinet
- Midlands
- Côte nord-ouest
- South West Wilderness
- Vallée Tamar
- Péninsule de Tasman
- Côte ouest de Tasmanie

## Climat

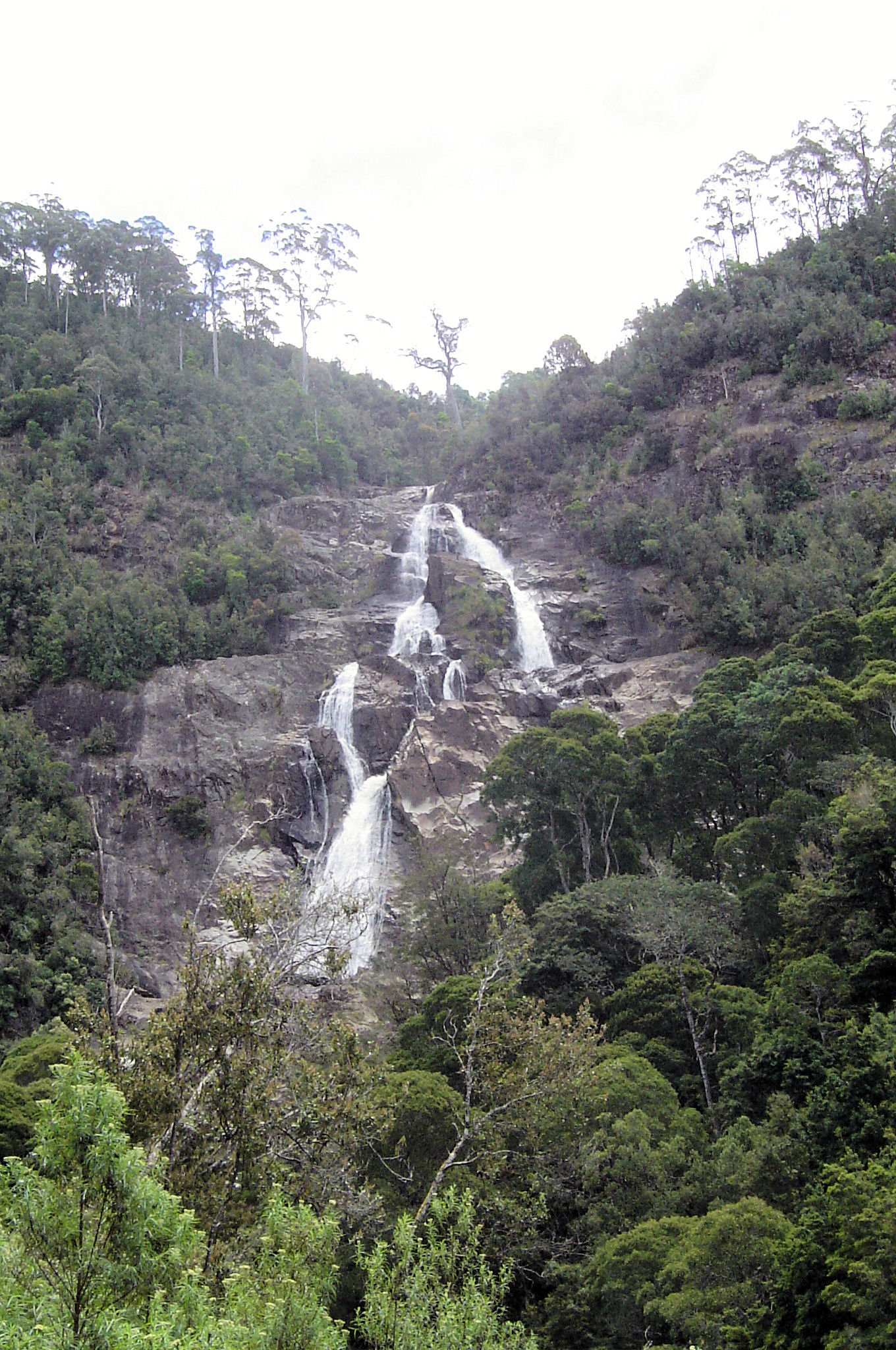
St. Columbia Falls.

Précipitations annuelles en Tasmanie.

Le climat de la Tasmanie est océanique, le temps y est humide, doux et pluvieux. On y distingue quatre saisons : l'été va de décembre à février, période durant laquelle  la température maximale est de 21 °C (24 °C à l'intérieur des terres). Des régions situées à l'intérieur de l'île, comme Liawenee (située sur le Plateau central), comptent parmi les régions les plus froides d'Australie avec des températures allant de 4 °C à 17 °C en février. L'automne dure de mars à mai et connaît un temps variable où le climat de l'été change progressivement en un climat hivernal.
Les mois d'hiver que sont juin et juillet sont généralement les mois les plus humides et les plus froids de l'année, avec des chutes de neige considérables. Les températures maximales en hiver sont de 12 °C le long de la côte et de 3 °C sur le plateau central, étant donné une série de fronts froids provenant de l'océan Austral.
Le printemps est une saison de transition. Les chutes de neige sont fréquentes jusqu'en octobre. Le printemps est l'une des saisons les plus sujettes aux vents avec une brise provenant de la mer tous les après-midis.
Les précipitations en Tasmanie suivent un schéma complexe, à l'instar de ce qu'on observe sur les grands continents de même latitude dans l'hémisphère nord. Les précipitations à l'ouest vont de 1 458 mm à Strahan sur la côte jusqu'à 2 690 mm à Cradle Valley dans les Hautes-Terres (Highlands).
Les chutes de pluie atteignent leur maximum en hiver ; les mois de janvier et février ne représentant que 30 à 40 % des précipitations de juillet-août. Plus loin vers l'est, les précipitations annuelles chutent à environ 900 mm, tandis qu'à l'intérieur des terres (Midlands), les précipitations peuvent diminuer jusqu'à 450 mm.
La Tasmanie est située dans la zone des quarantièmes rugissants et sur le trajet des grands vents de l’ouest (les Westerlies) qui accompagnent les perturbations : il pleut en toute saison. La pluie qui s'abat sur les forêts donne une végétation luxuriante. Hobart, la capitale de la Tasmanie, reçoit de la pluie en été et de la neige en hiver. Des cyclones se forment parfois en hiver.[réf. nécessaire]
La côte nord densément peuplée est plus sèche que l'ouest, avec des précipitations annuelles allant de 666 mm à Launceston à 955 mm à Burnie au nord-ouest et 993 mm à Scottsdale plus à l'est,. 
La pluie tombe davantage durant l'hiver, tandis qu'en été la moyenne des précipitations peut descendre jusqu'à 31 mm par mois à Launceston. La côte est nettement plus humide que l'intérieur des terres, avec des précipitations moyennes annuelles comprises entre 775 mm à St. Helens et 640 mm à Swansea,.
Plusieurs régions de l'intérieur de la Tasmanie, avec l'île Flinders, furent déclarées secteurs affectés par la sécheresse par le gouvernement de l'État en 2007.
| Ville      | Température (oC) | Température (oC) | Nombre de jours ensoleillés | Précipitations (mm) |
| Ville      | Minimale         | Maximale         | Nombre de jours ensoleillés | Précipitations (mm) |
| ---------- | ---------------- | ---------------- | --------------------------- | ------------------- |
| Hobart     | 8,3              | 16,9             | 41                          | 616                 |
| Launceston | 7,2              | 18,4             | 50                          | 666                 |
| Devonport  | 8,1              | 16,8             | 61                          | 778                 |
| Strahan    | 7,9              | 16,5             | 41                          | 1 458               |

## Géologie

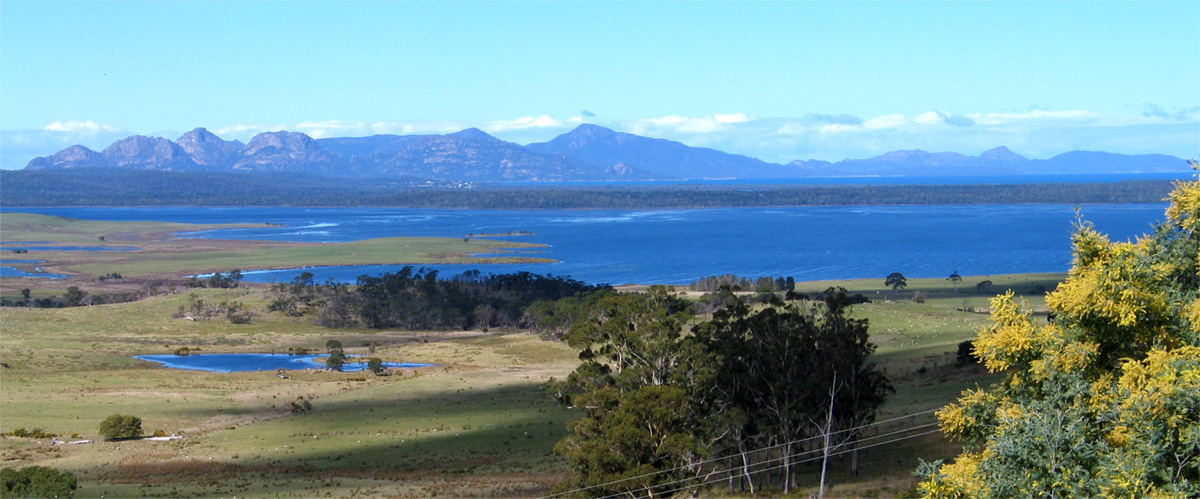
La baie de Great Oyster Bay sur la péninsule Freycinet.

En dépit de la présence de glaciations lors de l'ère quaternaire, les sols de Tasmanie ne sont pas plus fertiles que ceux de l'Australie continentale. La plupart des sols des îles du détroit de Bass, de la côte ouest et de l'Est de la Tasmanie sont des podzosols ou des entisols infertiles. La plupart de ces terres ne sont donc pas utilisées pour l'agriculture, mais la sylviculture est plus productive – et reste l'une des industries majeures de l'État.
Sur la côte nord, certains sols d'alluvions relativement fertiles sont utilisés pour la culture des fruits, on y trouve aussi des sols rouge foncé appelés krasnozems (« terre rouge »). Ces sols sont très acides et fixent le phosphate très efficacement, mais leurs propriétés physiques favorables à la croissance des fourrages les rendent largement utilisés pour l'élevage bovin (production laitière et bouchère).
Les Terres Intérieures et le Bas Derwent présentent une histoire différente du reste de l'État. À cause du climat relativement sec et des matériaux alcalins (principalement de la dolérite), ces sols sont relativement peu filtrés et contiennent de la chaux dans le sous-sol. Ils sont principalement appelés « sols de prairie » ou « terre marron » et ressemblent aux tchernozioms de Russie et d'Amérique du Nord, bien qu'ils contiennent moins de phosphore et qu'ils soient un peu acides près de la surface. Leur concentration en nutriments plus élevée autorise la pâture productive, et un grand nombre de moutons sont présents dans ces régions. Certaines plantes fourragères sont cultivées dans les régions les plus sèches. Les sols d'alluvions au sud-est de la Tasmanie autorisent la culture de pommes.

## Biodiversité
Isolée du monde pendant 8 000 ans, la Tasmanie fait figure de sanctuaire pour la faune et la flore. Terrain de recherche privilégié pour les scientifiques, l'île a aussi su faire de cette richesse un atout pour le tourisme. Cependant, une déforestation importante donne lieu à des mouvements d'opposition.
En 2014, les autorités de Tasmanie ont demandé le retrait de la liste du patrimoine mondial de l'humanité de 74 000 hectares de forêt primaire afin de pouvoir les exploiter.

### Faune

#### Marsupiaux

##### Thylacine

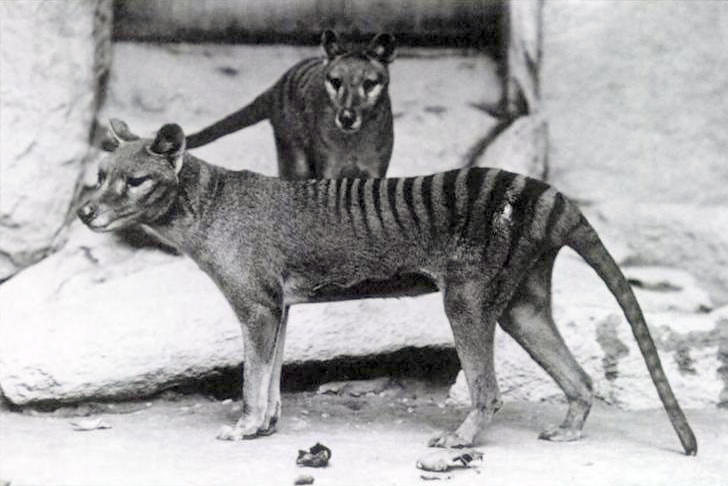
Loup de Tasmanie (éteint) en captivité dans un zoo.

La Tasmanie était le foyer du loup de Tasmanie ou Thylacine, un marsupial qui ressemblait à un chien sauvage. Aussi appelé « tigre de Tasmanie » à cause des rayures présentes sur son dos, il a disparu rapidement de l'île-continent australien à cause de la compétition avec le dingo, introduit lors de la préhistoire. En Tasmanie même, sa traque systématique par les fermiers-éleveurs, des chasseurs financés par le gouvernement et, les dernières années, des collectionneurs œuvrant pour des musées de l'étranger a mené à son extermination totale en quelques décennies. 

Le Thylacine était le plus grand marsupial carnivore connu. Il était l'un des deux seuls marsupiaux à avoir une poche chez les deux sexes (l'autre étant l'opossum aquatique). Le mâle Thylacine avait une poche qui servait de bouclier, protégeant les organes génitaux externes des mâles lorsqu'ils couraient dans l'épais « bush ». 

Le dernier Thylacine en captivité s’est éteint le 7 septembre 1936 au zoo de Hobart (fermé l'année suivante). Des chercheurs avaient réussi à trouver des échantillons de son ADN et espéraient pouvoir le cloner. Ce projet n'a toutefois pas abouti, l'ADN étant trop fragmenté.

##### Diable de Tasmanie

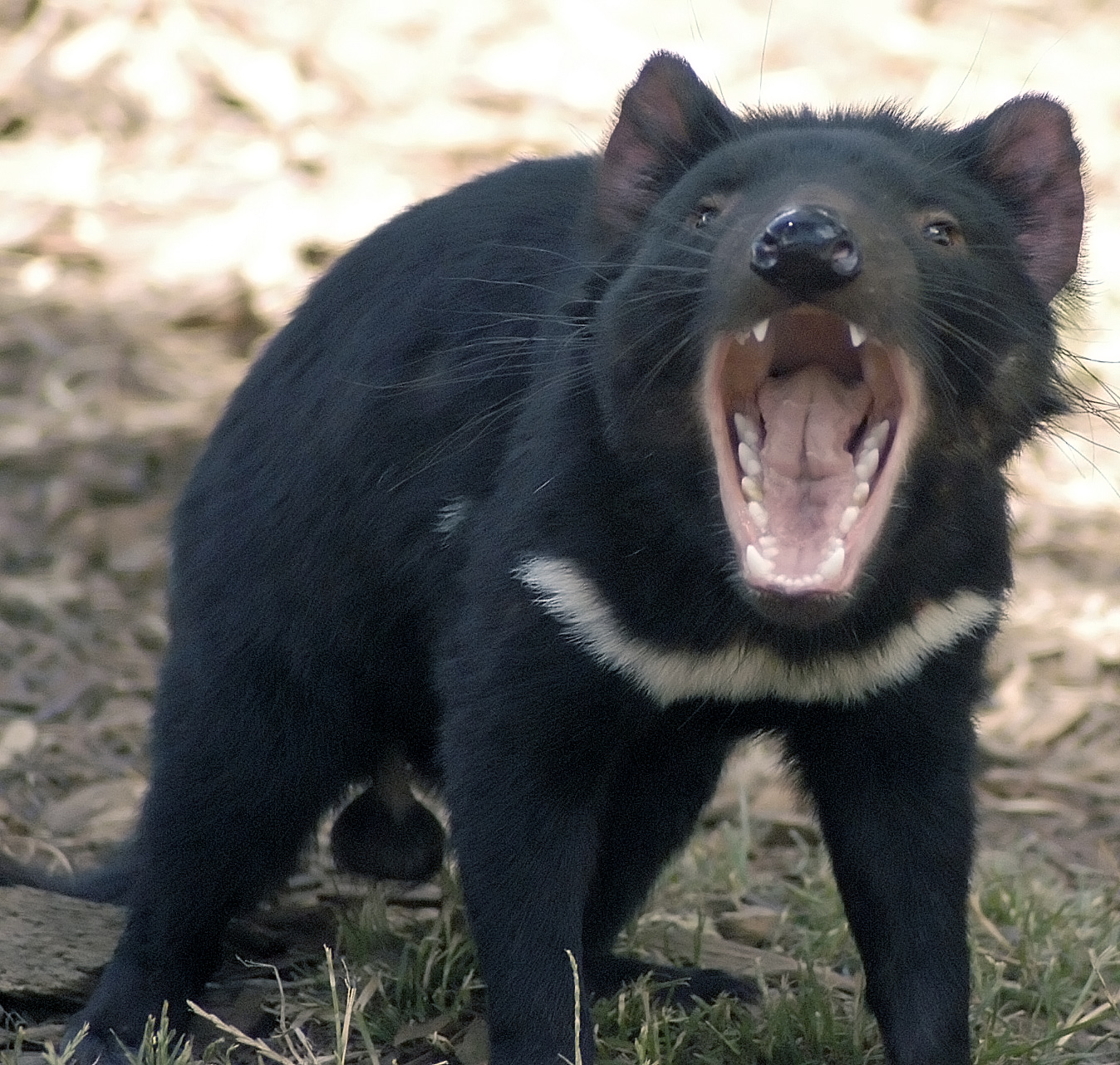
Diable de Tasmanie

Le diable de Tasmanie est un marsupial carnivore aux allures d'ourson, qui pèse jusqu'à 10 kg et peut mesurer 80 cm de long sans la queue. Il a la taille d'un petit chien, mais est plus musculeux, et son pelage est noir tacheté de blanc. Ses proies principales sont les wallabies, les oiseaux, les rongeurs et les insectes. Il possède une puissante mâchoire et, malgré sa mauvaise réputation, il s’apprivoise facilement. Son cri féroce, son mauvais caractère, l'odeur qu'il dégage quand il est stressé, combinés à son efficacité de charognard lui ont valu son surnom de « diable ».
Depuis 2005, la population de diables a été réduite d'environ 80 % dans certaines régions de Tasmanie par la tumeur faciale du diable de Tasmanie, qui se répand peu à peu dans l'île. La majorité des diables meurent probablement de faim lorsque la tumeur atteint leur bouche.
Il n'y a pas d'antidote connu à la maladie. Un programme de multiplication des diables captifs a été entrepris par le gouvernement de Tasmanie afin d'établir une population génétiquement diverse et non-malade en dehors de l'île. Cette tentative est jusqu'à présent un succès.
Le diable de Tasmanie a été popularisé par le personnage de Taz des dessins animés de Warner Bros.. Avec sa compagne, il est le seul représentant de son espèce dans cet art.

##### Wallaby
Le wallaby de Bennett est très commun, peu farouche et se laisse souvent approcher, surtout dans les parcs nationaux.

##### Wombat
Le wombat commun est un marsupial herbivore nocturne qui sort donc la nuit pour se nourrir ; il peut peser jusqu’à 35 kg et possède des griffes et des pattes très puissantes.

#### Monotrèmes

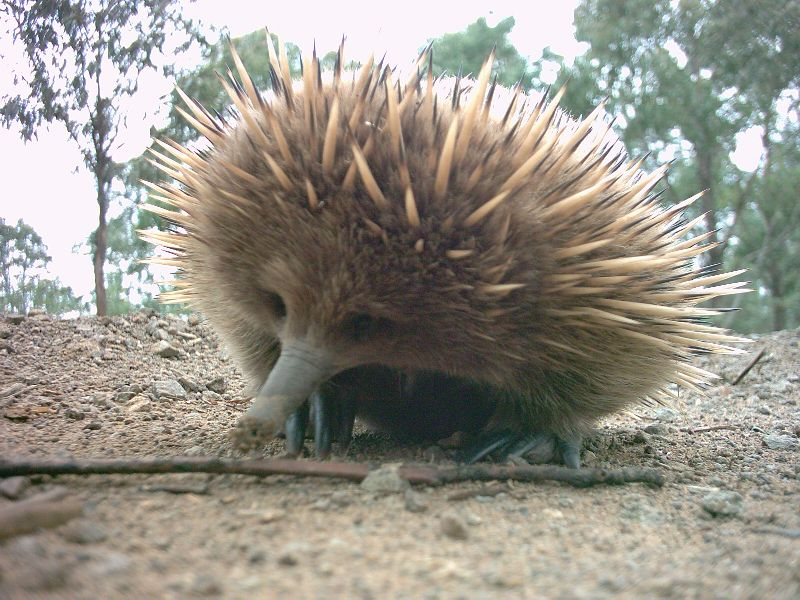
Échidné de Tasmanie

L’échidné fait partie de la famille des monotrèmes. Il a le corps couvert de poils (plus particulièrement les individus vivant en Tasmanie à cause du climat plus froid) et d’épines très pointues et il possède une langue de 15 à 20 cm de long. L’échidné australien, quant à lui, peut peser jusqu’à 5 kg et se cache dans le sol, les épines à l’extérieur en cas de danger. 
Il est encore possible de trouver ici et là des ornithorynques.

#### Oiseaux
Beaucoup d'oiseaux de l'île-continent australien et des océans des alentours sont présents en Tasmanie. Toutefois, la Tasmanie possède 12 espèces d'oiseaux endémiques :
- 4 Méliphagidés - le Méliphage à pendeloques et le méliphage à gorge jaune, le méliphage à tête noire et le méliphage à bec fort,
- 3 fauvettes australo-papoues (famille des Acanthizidae) - l'acanthize de Tasmanie, le séricorne de Tasmanie et le séricorne brun,
- 1 Pardalotus - le pardalote de Tasmanie qui est en danger,
- 1 Muscicapidae - le miro de Tasmanie,
- 1 Artamidae - le  réveilleur noir,
- 1 Psittacidae - la perruche à ventre jaune,
- 1 Rallidae - le gallinule de Tasmanie, le seul oiseau d'Australie ne pouvant voler en dehors des ratites (émeu d'Australie et le casoar à casque).

L'émeu de Tasmanie (endémique) a été exterminé au milieu du XIXe siècle. L'aigle de Tasmanie est une sous-espèce d'aigle d'Australie qui est aussi menacée.

#### Anoures
La Tasmanie accueille 11 espèces d'anoures. Trois de ces espèces se trouvent seulement en Tasmanie : Litoria burrowsae, Crinia tasmaniensis et une espèce récemment découverte, Crinia nimbus. La Tasmanie possède la plus grande population de Litoria raniformis, une espèce vulnérable.

#### Renard roux européen
Le 20 juin 2001, la Tasmanie forma un groupe spécialisé dans l'élimination du renard roux européen. Les officiels ont planifié l'utilisation de 50 millions de dollars australiens pour la campagne d'éradication. Aucun renard n'a été capturé, chassé, empoisonné, ou photographié sur l'État insulaire durant ces six dernières années et les sceptiques ont prétendu que le renard n'était autre qu'une mystification complexe. Les autorités affirment nonobstant que les renards (entre 50 et 400) pourraient dévaster les nids des oiseaux nichant au sol et certains rongeurs de Tasmanie. Les experts estiment qu'il y aurait environ 30 millions de renards sur l'île d'Australie. Il a été introduit par les colons européens.

### Flore

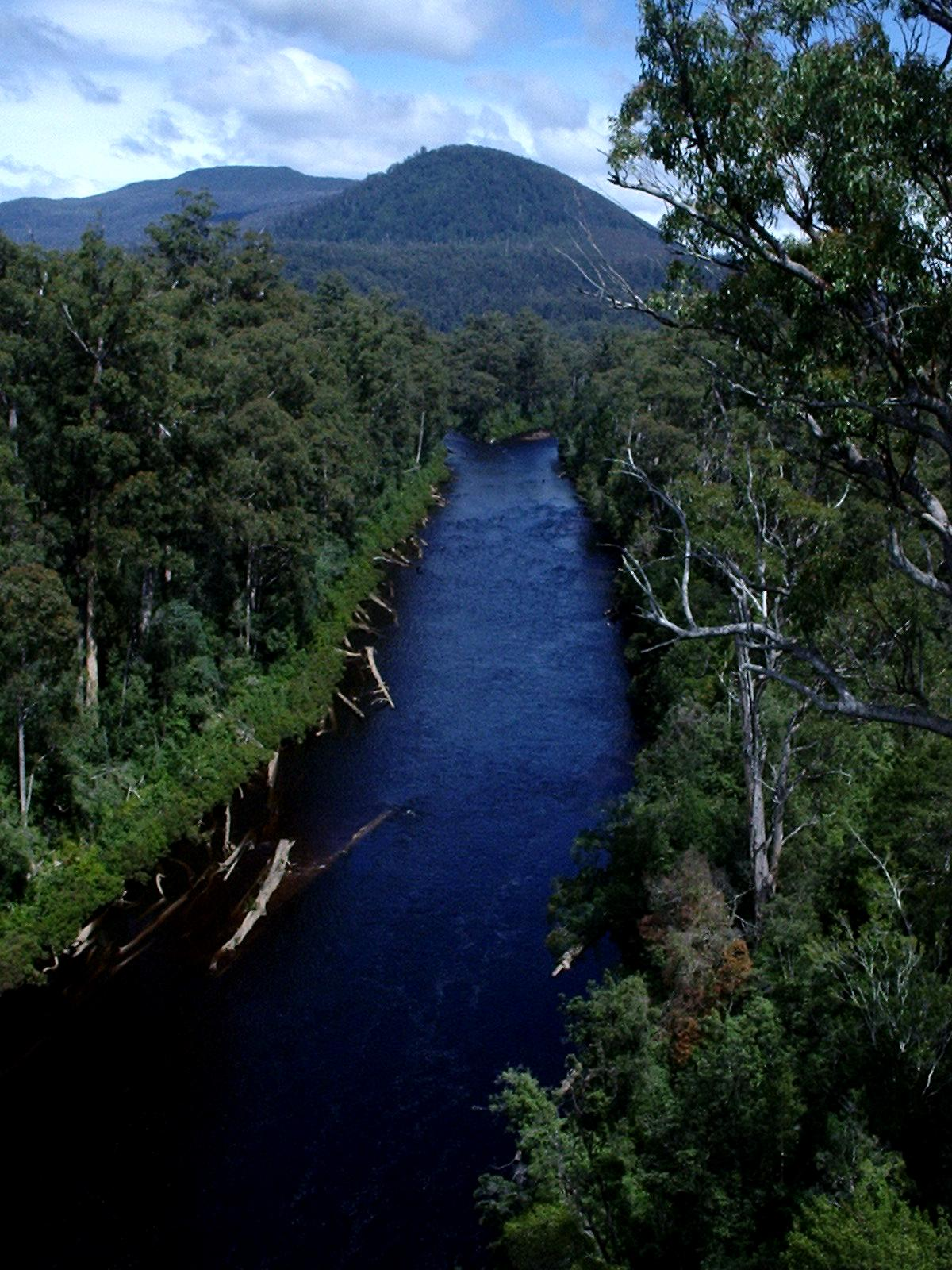
Le fleuve Huon traversant la forêt de Tahune.

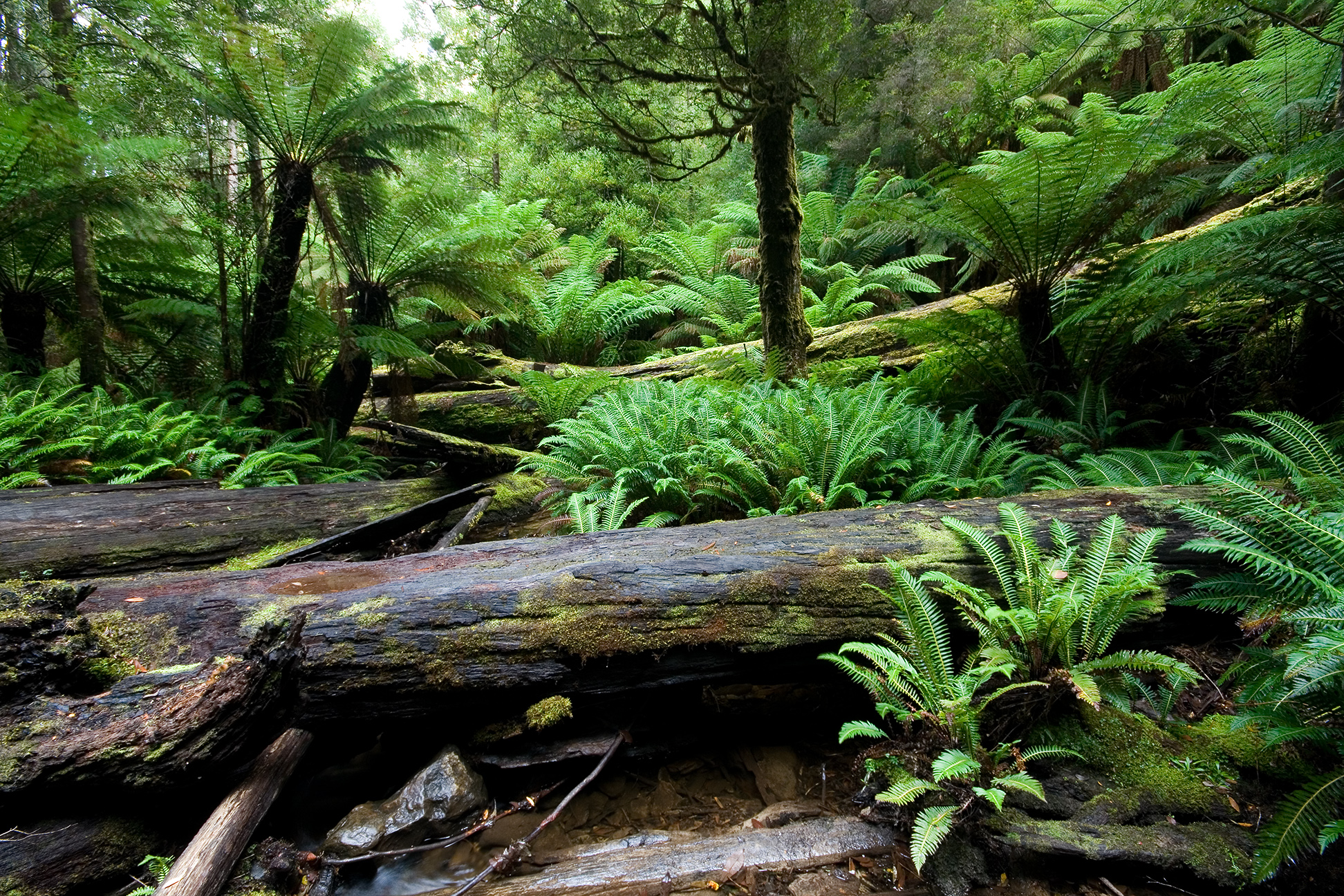
Végétation luxuriante du parc de Mariott Falls

La biodiversité végétale de la Tasmanie est très importante et comprend des milieux allant des prairies des Terres Intérieures (Midlands) aux forêts d'eucalyptus. Beaucoup d'espèces florales sont endémiques à la Tasmanie, et certaines sont affiliées à des espèces d'Amérique du Sud et de Nouvelle-Zélande au travers d'ancêtres communs qui poussaient sur le supercontinent du Gondwana, il y a 50 millions d'années.
On retrouve en Tasmanie certaines formes de fougères comme la Dicksonia antarctica, une fougère arborescente des forêts de Nothofagus cunninghamii, un arbre appelé en anglais Myrtle Beech, (entre autres sur les pentes de Cradle Mountain) et des forêts côtières d’eucalyptus et conifères (à proximité de l'Île Maria). Les parcs et les réserves de Tasmanie constituent une des dernières étendues de forêts pluviales et tempérées dans le monde. Les acacias sont des arbres des pays chauds à croissance rapide, mais à la vie courte qui se sont bien adaptés à la majorité des conditions climatiques, comme aux forêts humides de la Tasmanie. On peut aussi observer un cousin de notre laurier, le laurier de Tasmanie (Anopterus glandulosus), qui est l’arbuste endémique de la Tasmanie.
La végétation est composée à l’ouest de forêts (hêtres à feuilles persistantes), au centre de prairies et d’une forêt d’eucalyptus très dégradée vers l’est. Hobart, la capitale, est principalement entourée de prairies et de forêts de type écossais.
La Tasmanie possède aussi certains des arbres les plus vieux et les plus grands du monde. Tandis que la plupart des pins Huons (Lagarostrobos) ont probablement plus de 2 000 ans, un mâle pin Huon à Mount Read s'est maintenu par multiplication végétative et son âge est estimé à plus de 10 000 ans. Les plus grands arbres d'Australie, les eucalyptus regnans, se trouvent dans la Styx Valley et font plus de 90 m de haut. Comme ils grandissent encore, ils pourraient dépasser le plus grand des arbres jamais mesuré dans le pays, un autre eucalyptus regnans de Thorpdale (Victoria) qui mesurait 112 m avant qu'il ne soit abattu en 1884. Une colonie clonale de l'arbrisseau Lomatia tasmanica, stérile en raison de sa triploïdie, se reproduit par multiplication végétative, et son âge est estimé à au moins 43 600 ans.

## Démographie
En 2007, la Tasmanie, avec en moyenne 2,19 enfants par femme, était le seul État d'Australie dont le taux de fécondité dépassait le seuil de renouvellement de la population. C'est aussi le taux de fécondité record enregistré en Tasmanie depuis 1975.

## Gouvernement
La forme du gouvernement de Tasmanie est décrite dans sa constitution de 1856. Elle a été amendée plusieurs fois. Depuis 1901, la Tasmanie est un État de la Fédération australienne. La Constitution de l'Australie régule ses relations avec le gouvernement et le parlement fédéral.

### Politique

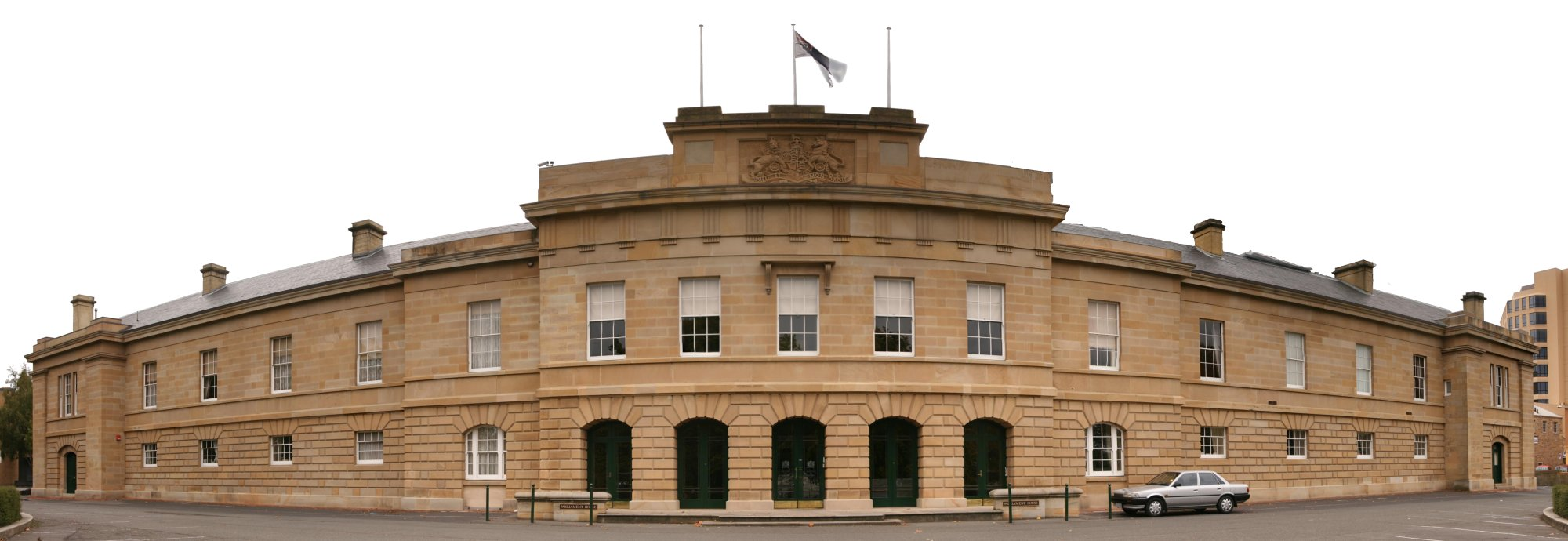
Une vue panoramique de la Parliament House

La Tasmanie est un État de la fédération australienne, représenté au Sénat par 12 sénateurs, sur la même base que les autres États. À la Chambre des représentants d'Australie, la Tasmanie possède cinq sièges, ce qui est le minimum garanti par la Constitution, le nombre de sièges à la Chambre des représentants étant déterminé proportionnellement à la population de chaque État.
L'Assemblée de Tasmanie et les élections locales utilisent le système du Scrutin proportionnel plurinominal avec la méthode de  Hare-Clark (la même qu'au niveau fédéral).
Lors des élections d'État de 2002, le Parti travailliste remporta 14 des 25 sièges de la Chambre. Le Parti libéral a vu le nombre de ses représentants réduit à 7. Les Verts, quant à eux, ont remporté 4 sièges, ce qui représente 16 % de la représentation, soit la plus haute proportion d'écologistes du monde siégeant dans un Parlement.
Le 23 février 2004, le premier ministre Jim Bacon annonça son retrait de la vie politique, après qu'un cancer du poumon dû au tabac lui ait été diagnostiqué. Durant ses derniers mois aux responsabilités, il organisa une campagne anti-tabac incluant de nombreuses restrictions, notamment de nouvelles interdictions de fumer dans certains lieux comme les bars. Il est décédé quatre mois plus tard.
Paul Lennon prit sa suite, et, après avoir dirigé l'État pendant deux ans, a remporté les élections d'État de 2006. Lennon a démissionné en 2008. David Bartlett lui succéda.
La Tasmanie possède de nombreuses régions à haute valeur écologique, encore vierges. Des projets favorisant le développement économique local se sont parfois heurtés aux exigences en matière environnementale et ont rencontré une forte opposition, en particulier les tentatives de production d'énergie hydro-électrique à la fin du XXe siècle, très controversées. Dans les années 1970, l'opposition à la construction d'un barrage sur le lac Pedder mena à la formation du premier parti écologiste du monde, l'United Tasmania Group.
Au début des années 1980, l'État fut à nouveau plongé dans le débat au sujet d'un possible barrage sur le fleuve Franklin. L'hostilité au barrage était également partagée par beaucoup d'Australiens en dehors de la Tasmanie. Ce sujet a ainsi constitué un facteur déterminant dans l'élection du gouvernement travailliste Hawke en 1983, qui a interrompu la construction du barrage.

## Économie

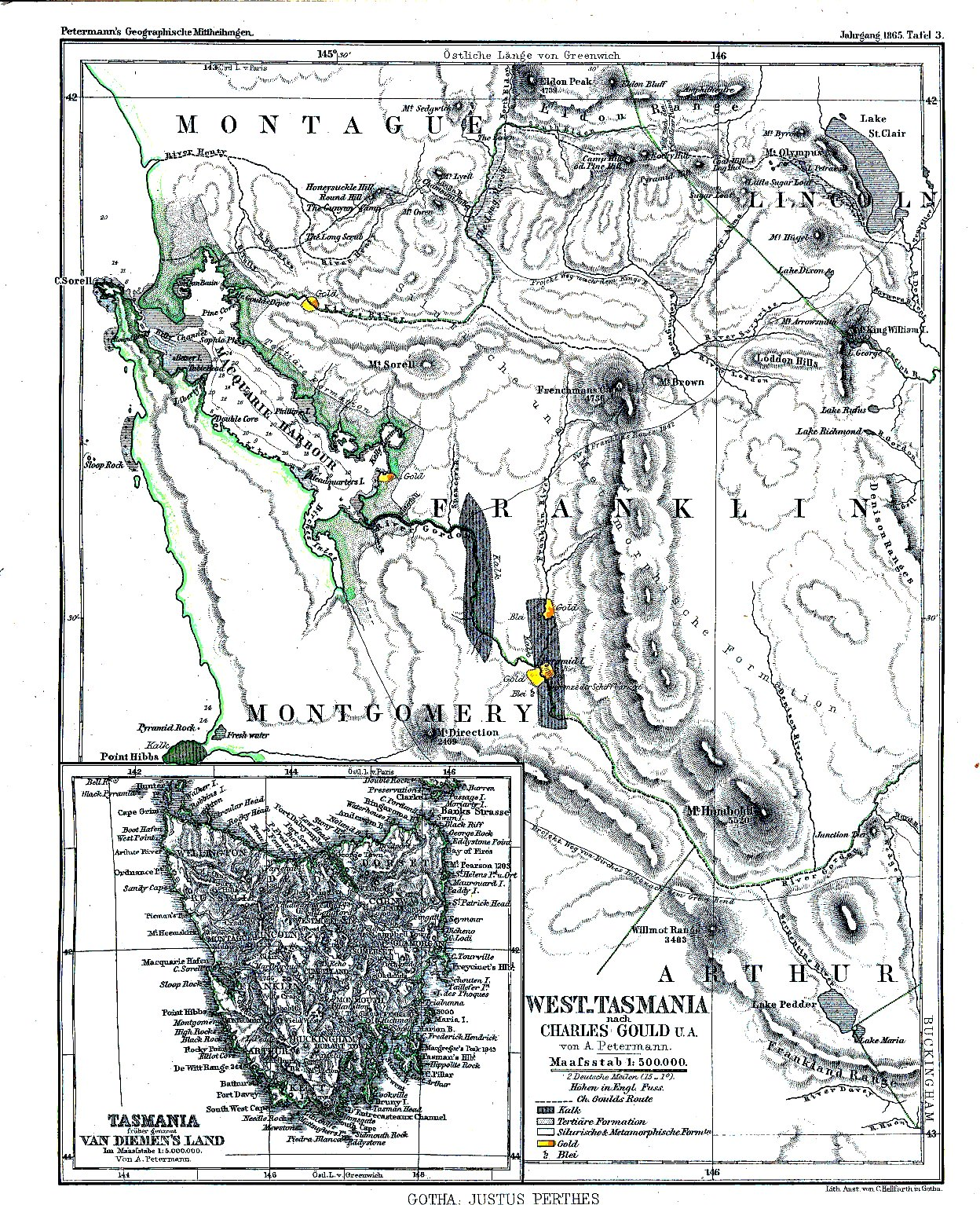
Carte de Tasmanie occidentale représentant les ressources naturelles en 1865.

Les principales ressources économiques sont les exploitations minières (cuivre, zinc, étain, fer) qui représentent en 2024 64 % de ses exportations, l'agriculture, l'exploitation forestière et le tourisme. Dans les années 1940 et les années 1950, il y a eu une multiplication de la production hydroélectrique conduite par Hydro Tasmania.
L'industrie a connu un déclin durant les années 1990, conduisant à un exil de la population active spécialisée vers le reste de l'Australie. Les centres urbains majeurs tels que Melbourne et Sydney en étaient les destinations.
L'État exporte un certain nombre de produits agro-alimentaires, dont des produits de la mer (par exemple, le saumon d'élevage, l'ormeau et les écrevisses) et d'autres produits. Les vignes de Tasmanie offrent une grande variété de cépages.
Depuis 2001, la Tasmanie connaît une transformation positive. Les conditions économiques favorables en Australie, des billets d'avion moins chers et deux nouveaux ferries de la compagnie Spirit of Tasmania ont contribué à ce nouvel élan de l'industrie touristique. 
L'immobilier en Tasmanie a été sous-évalué jusqu'au début des années 2000, mais la reprise de l'immobilier au niveau national a finalement conduit à une augmentation notable des prix.
Le petit commerce a une place importante dans la vie de la communauté. 
Parmi les entreprises à succès, on mentionnera International Catamarans, Moorilla Estate et Tassal.

### Tourisme
Le tourisme représente une part importante de l'économie tasmanienne. On trouve beaucoup d'attractions touristiques liées à la nature : pêche, randonnées, croisières-découvertes, zoos et de nombreuses excursions autour de l'île en faisant découvrir les paysages de la Tasmanie (Wine glass bay, Cradle Mountain, Bay of fire, etc.).

## Transport

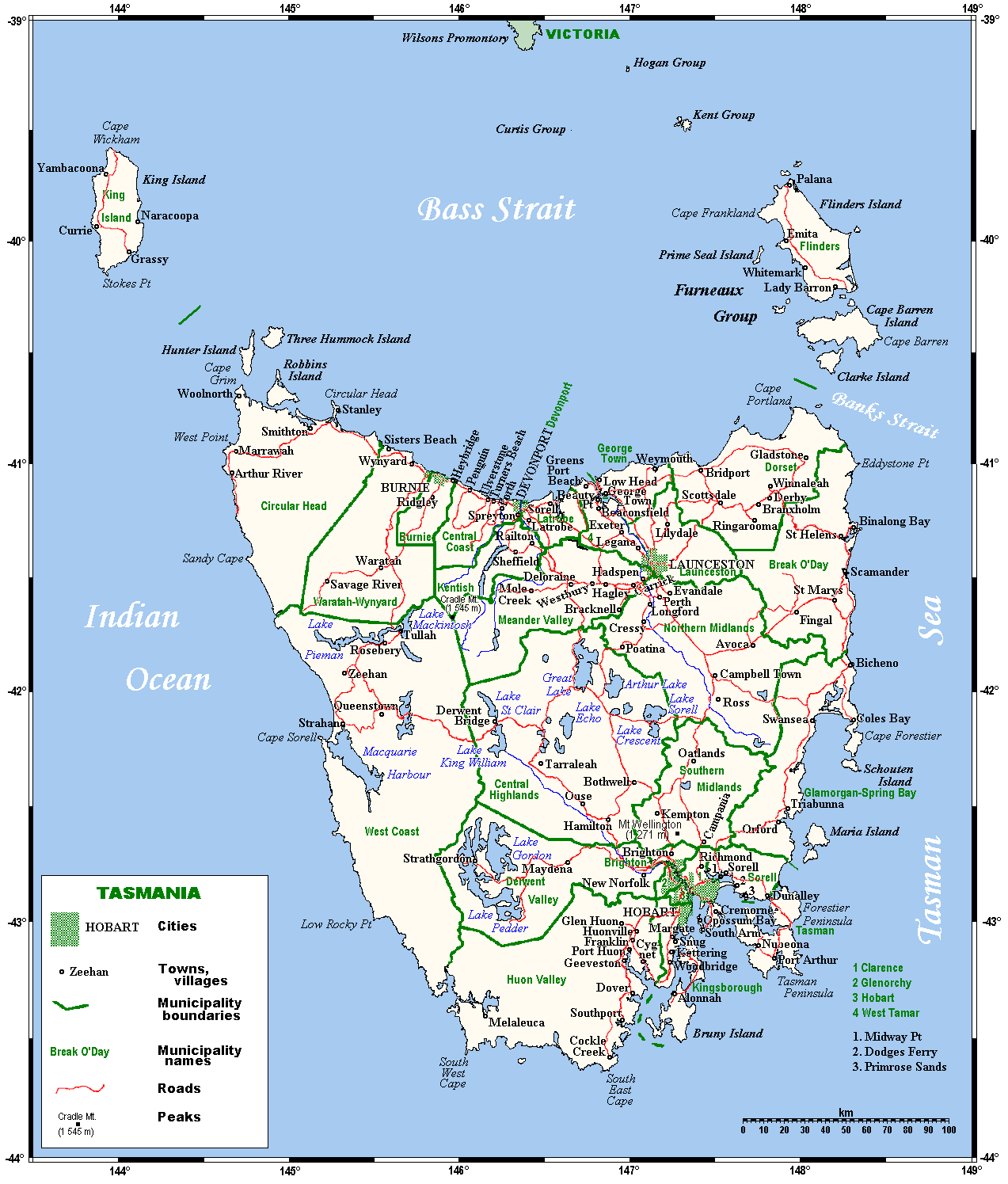
Carte de Tasmanie.

Les principales compagnies aériennes de Tasmanie sont la Qantas et sa filiale Jetstar, et Virgin Blue, qui proposent des vols directs vers Melbourne, Sydney, Brisbane, et Adelaïde. Les compagnies à bas coût telle que la Tiger Airways ont commencé à proposer des vols entre Melbourne et Launceston en novembre 2007 et Hobart en janvier 2008. Parmi les aéroports majeurs se trouvent l'aéroport international de Hobart et l'aéroport de Launceston ; et parmi les aéroports secondaires : celui de Burnie (desservi par Regional Express) et celui de Devonport (desservi par QantasLink).
Les voies maritimes du détroit de Bass, en ce qui concerne les ferries de véhicules et de passagers, sont gérées par l'entreprise publique TT-Line Pty. Ltd.
L'État accueille aussi l'entreprise International Catamarans, un constructeur de bateaux grande vitesse en aluminium (appelé communément SeaCat).
La Tasmanie, et Hobart en particulier, est le point principal reliant l'Australie à l'Antarctique par la mer, avec la Australian Antarctic Division situé à Kingston. Hobart accueille aussi le bateau français l'Astrolabe, qui ravitaille régulièrement les Terres australes et antarctiques françaises.
Hobart a le deuxième port naturel le plus profond au monde, juste derrière celui de Rio de Janeiro au Brésil.
Dans l'État, le moyen de transport le plus utilisé est la route. Depuis les années 1980, beaucoup d'autoroutes ont été élargies. Ceci inclut le Southern Outlet d'Hobart, le Launceston Southern Outlet, la reconstruction de la Bass Highway, et la Huon Highway. Les transports publics sont fournis par les services de bus Metro Tasmania.
Les transports ferroviaires de Tasmanie sont constitués de lignes en voie étroite pour les cinq centres de population majeurs et les opérations minières et forestières sur la côte ouest et au nord-ouest. Les services sont fournis par la TasRail, une filiale de la Pacific National.

## Culture

### Cuisine
Durant la période coloniale, la cuisine anglaise typique a été un standard dans l'ensemble de la Tasmanie. L'arrivée d'immigrants et le changement de modèle culturel ont conduit à l'apparition d'une nouvelle cuisine qui s'est répandue dans l'ensemble des restaurants. Éparpillés dans toute la Tasmanie se trouvent de nombreux vignobles, et les marques de bière tasmaniennes telles que la Boags et la Cascade sont connues aussi sur l'île principale de la fédération. L'Île King au nord-ouest des côtes tasmanes a une réputation basée sur ses fromages et ses produits laitiers.

### Festivals et événements
Pour favoriser le tourisme, le gouvernement de l'État encourage ou soutient plusieurs festivals différents par an dans l'île et ses environs. Le plus connu reste la course de bateaux Sydney-Hobart, qui débute lors du Boxing Day à Sydney et arrive au Constitution Dock à Hobart lors du Taste of Tasmania, un festival annuel de nourriture et de vins.
Parmi les autres événements, se trouve le rallye Targa Tasmania qui attire des concurrents de renommée mondiale pendant cinq jours. Parmi les événements ruraux et régionaux, on trouve l'Agfest, une foire agricole de trois jours à Carrick début mai ; et les Royal Hobart Show et Royal Launceston Show, qui se tiennent chaque année en octobre. Parmi les événements musicaux se trouvent le Falls Festival à Marion Bay, et le Southern Roots Festival qui se tient à Hobart chaque année vers Pâques.

#### Liste de festivals et d'événements en Tasmanie
| Événements                          | Description et location                                                           | Période de l'année          |
| ----------------------------------- | --------------------------------------------------------------------------------- | --------------------------- |
| Falls Festival                      | Festival de musique de Marion Bay.                                                | Veille du Nouvel an         |
| Taste of Tasmania                   | Festival alimentaire se tenant à Salamanca.                                       | Noël et nouvelle année      |
| Cygnet Folk Festival                | Festival d'arts de Cygnet, sud de la Tasmanie.                                    | janvier                     |
| The Australian Wooden Boat Festival | Sullivans Cove                                                                    | février                     |
| Southern Roots Festival             | Festival de musique                                                               | week-end de Pâques          |
| Targa Tasmania                      | Rallye qui se déroule par étapes dans toute l'île.                                | fin avril ou début mai      |
| Agfest                              | Foire agricole qui se tient à Carrick.                                            | début mai                   |
| 10 Days on the Island               | Festivals d'art se déroulant dans divers endroits de Tasmanie.                    | juin                        |
| Antarctic Midwinter Festival        | Festival présentant les liens de la Tasmanie avec l'Antarctique                   | juin                        |
| Royal Launceston Show               | Festival de la ville de Launceston.                                               | octobre                     |
| Hobart Comedy Festival              | Présentation des talents humoristiques de Tasmanie et d'autres États australiens. | janvier                     |
| Royal Hobart Show                   | Festival de Hobart.                                                               | octobre                     |
| Sydney-Hobart                       | Course de bateau entre Sydney et Hobart.                                          | commence lors du Boxing Day |

#### Anciens événements
- les shows aériens de la Skyrace Tasmania et Pylon Racing qui se tenaient chaque année durant les années 1990 à Valleyfield, un vieux terrain d'aviation de la deuxième guerre mondiale au sud de Launceston.
- Basin Concert et Gone South, des festivals de musique qui se tenaient à Launceston.

### Littérature
- Littérature tasmane (en)
- Tasmanian Premier's Literary Prizes (en)

La Tasmanie est le berceau d'une culture littéraire en pleine croissance. Parmi les œuvres notables, voici quelques titres anglophones : For the Term of His Natural Life par Marcus Clarke (1846-1881), The Sound of One Hand Clapping, Gould's Book of Fish par Richard Flanagan (1961-) et The Year of Living Dangerously par Christopher Koch (1932-2013). Parmi les fictions se trouvent des livres pour enfants comme Tiger Tale - Conte du Tigre par Marion et Steve Isham.
La Tasmanie sert de décor géographique et historique aux romans de Richard Flanagan, écrivain australien, né en 1961 en Tasmanie. La romancière Katherine Scholes, née en 1959 et vivant en Australie, a écrit deux romans ayant également pour cadre la Tasmanie.
Le roman historique de Matthew Kneale, Les Passagers anglais (English Passengers, 2000) s'intéresse à l'histoire de la Tasmanie au XIXe siècle, et de ses aborigènes. L'ouvrage sera couronné du Whitbread Prize du meilleur roman et du meilleur livre de l'année 2000, et du Prix Relay du roman d'évasion 2002.
Dans les Frères Kip, roman de Jules Verne, les frères du même nom sont envoyés au bagne de Port-Arthur (1902).
Erin Hortle signe L'Octopus et moi (2020),.

### Musique et arts scéniques
La Tasmanie a des genres musicaux variés, qui va du Tasmanian Symphony Orchestra qui se produit dans le Federation Concert Hall, un certain nombre de petits groupes, orchestres, quintets, et d'artiste solo qui ont un répertoire varié dans tout l'État. La Tasmanie accueille aussi un certain nombre de compositeurs tels que Constantine Koukias, Maria Grenfell et Don Kay, qui est le patron du Tasmanian Composers Collective. La Tasmanie accueille aussi le IHOS Music Theatre and Opera et des gospels, dont le Southern Gospel Choir. Le groupe death metal Psycroptic vient aussi de Tasmanie.
Parmi les festivals musicaux se trouvent le Falls Festival qui se tient lors des vacances d'été (mois de novembre-décembre) et le festival Carols by Candlelight qui se tient la semaine précédant Noël.

### Arts visuels
Le Tasmanian Living Artists' Week est un festival de 10 jours qui a lieu dans l'ensemble de l'État et ou des artistes présentent leurs œuvres. Le quatrième festival de 2007 fut animé par 1 000 artistes.
La Tasmanie accueille deux vainqueurs du prix Archibald – Jack Carrington Smith en 1963 pour un portrait du Professeur James McAuleyand et Geoffrey Dyer en 2003 pour son portrait de Richard Flanagan.
Les photographes Olegas Truchanas et Peter Dombrovskis sont connus pour leurs travaux sur le lac Pedder et le Franklin Dam. Le peintre John Glover (né en Angleterre en 1767 et mort en 1849) est connu pour ses peintures de paysages tasmanans.

## Sports
Les sports dominants en Tasmanie sont le cricket et le football australien. L'équipe de cricket des Tasmanian Tigers, qui jouent dans le Bellerive Oval à l'Est de l'île, représente l'État dans les compétitions. Ces dernières années ils ont gagné la Compétition nationale australienne de limited-overs cricket en 2004-05 (la première fois depuis 10 ans) et à nouveau en 2007-08, et le Sheffield Shield pour la première fois en 2006-07.
En basket-ball, l'État fut représenté en Championnat d'Australie de basket-ball par les Hobart Devils jusqu'en en 1996, puis depuis 2020 par les Tasmania JackJumpers.

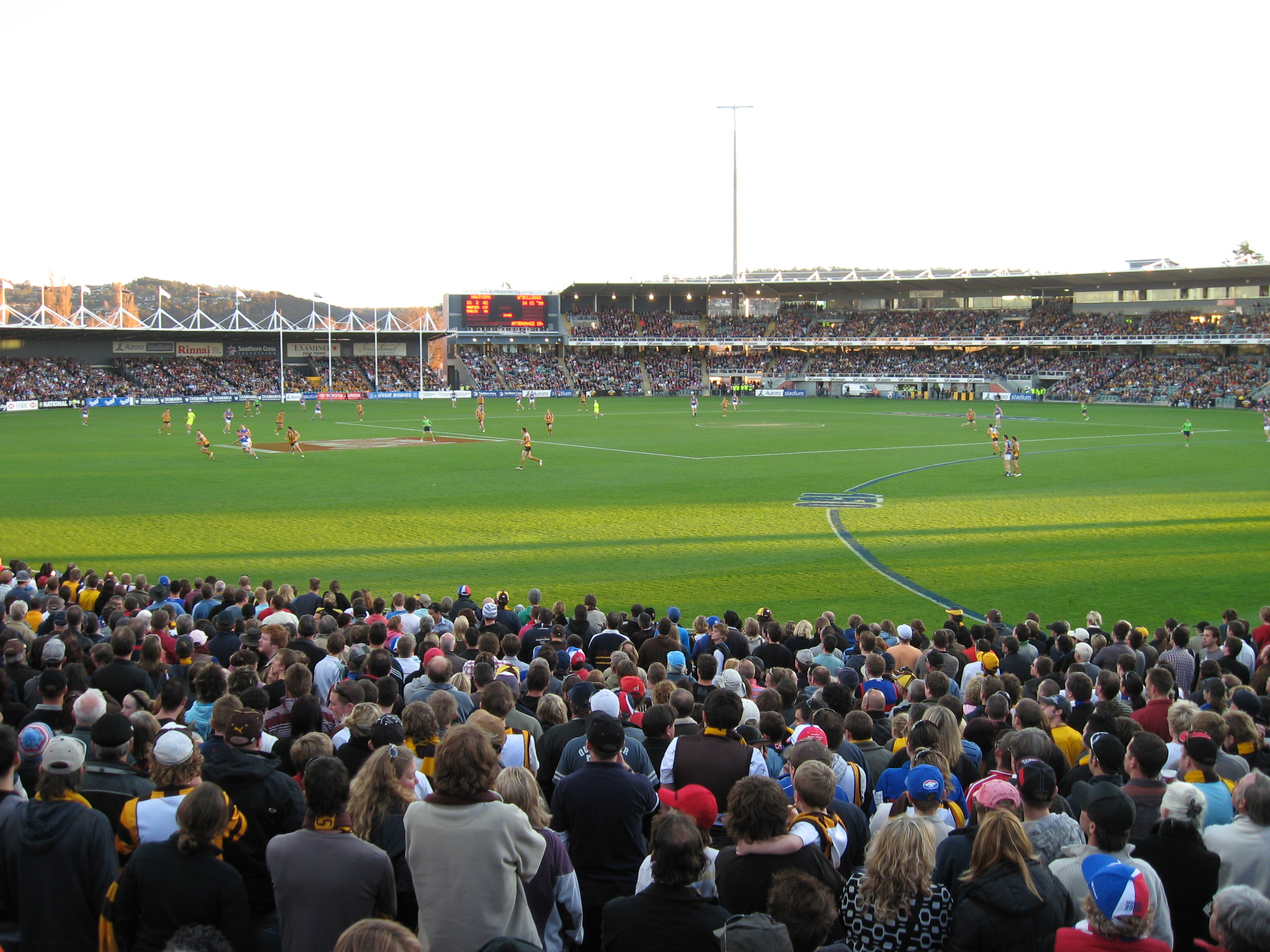
Un match de football australien à l'Aurora Stadium de Launceston.

## Tasmaniens notables

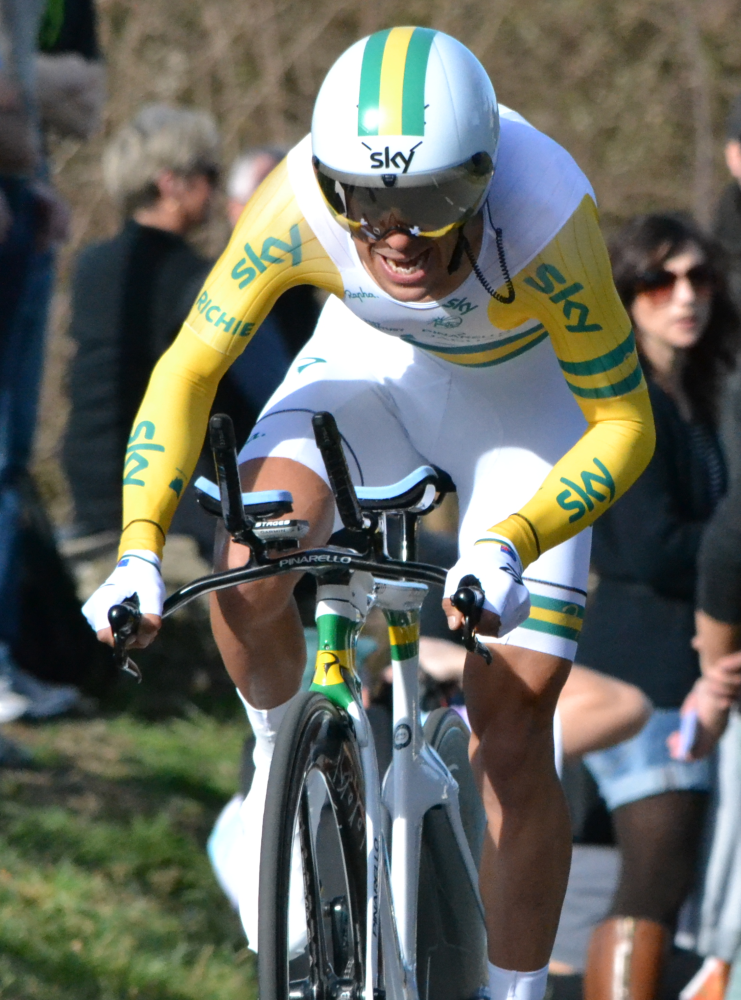
Richie Porte au Paris-Nice de 2015

### Arts
- l'actrice et mannequin Jessica Green
- l'auteur Richard Flanagan
- l'acteur Errol Flynn
- l'acteur Simon Baker
- l'acteur d'Alerte à Malibu, Jaason Simmons
- l'humoriste Hannah Gadsby
- le danseur et chorégraphe Graeme Murphy
- le compositeur Peter Sculthorpe
- les musiciens Dave Haley et Joe Haley du groupe Psycroptic

### Inventeur
- Frederick Matthias Alexander (1869-1955) - à l'origine de la technique Alexander

### Personnalités politiques et autres
- Joseph Lyons, Premier ministre
- sa femme, dame Enid Lyons, la première femme membre de la Chambre des représentants d'Australie
- Tunnerminnerwait, aborigène connu pour ses actes de résistance contre l'occupation coloniale
- Tarenorerer, cheffe aborigène connue pour ses actes de résistance contre les colons britanniques
- l'archevêque anglican de Brisbane et primat d'Australie Phillip Aspinall
- Reine consort  Mary de Danemark (Mary Donaldson)
- Bob Clifford - propriétaire et fondateur de Incat

### Sports
- les joueurs de cricket Ricky Ponting et David Boon
- le conducteur de V8 Supercars John Bowe (champion 1995)
- Marcos Ambrose (champion de V8 Supercars 2003-2004)
- le cycliste Richie Porte